# Гней Планций
Гней Пла́нций (лат. Gnaeus Plancius; родился приблизительно в 96 году до н. э. — умер после 45 года до н. э.) — римский политический деятель, курульный эдил 54 года до н. э., друг Марка Туллия Цицерона. Последний произнёс в его защиту речь в суде, текст которой сохранился.

## Биография
Гней Планций принадлежал к всадническому роду из города Атина, что в землях вольсков в Лации. Его отец, носивший то же имя, был откупщиком и одним из наиболее известных в Риме представителей своего сословия. Не имея предков, занимавших курульные должности, Гней-младший считался «новым человеком» (homo novus).
Гней Планций родился приблизительно в 96 году до н. э. Он начал военную службу в 69 году до н. э. в Африке под началом пропретора Авла Манлия Торквата, а продолжил её в 68 году до н. э. на Крите как контубернал Гнея Сатурнина. В 62 году до н. э. Планций был военным трибуном в Македонии при проконсуле Гае Антонии Гибриде. В 59 году до н. э. он выдвинул свою кандидатуру в квесторы и был избран благодаря поддержке земляка, Луция Аппулея, который был одним из преторов текущего года; после вступления в должность Гней снова отправился в Македонию — на этот раз с Сатурнином, который стал наместником этой провинции.
Тогда же на Балканах находился изгнанный из Рима Марк Туллий Цицерон. Планций специально приехал в Диррахий, чтобы встретить его сразу после переправы из Италии, потом сопроводил в столицу Македонии Фессалонику и там в течение полугода (май — ноябрь 58 года до н. э.) всячески его опекал. Гней надеялся, что по истечении квесторского года сможет поехать в Италию вместе с Цицероном, но был вынужден отправиться в путь один. Марк Туллий в одном из писем жене называет его «преданнейшим человеком», а в речи к сенаторам, произнесённой сразу по возвращении из изгнания (сентябрь 57 года до н. э.), говорит о Планции как о человеке, оберегавшем его жизнь.

Он, отказавшись от всех знаков отличия и от всех выгод, связанных с управлением провинцией, посвятил всю свою квестуру тому, чтобы поддержать и спасти меня. Если бы он был квестором у меня как «императора», он заменил бы мне сына; теперь он заменит мне отца, так как был квестором не моего империя, а моего несчастья.
— Марк Туллий Цицерон. Речь в сенате по возвращении из изгнания, 35.
Получив известность как друг Цицерона, Планций добился избрания народным трибуном на 56 год до н. э.; в этом качестве он никак себя не проявил. В 54 году до н. э., после повторного голосования, Гней стал курульным эдилом, но проигравший выборы Маний Ювентий Латеран тут же привлёк его к суду за незаконную политическую борьбу. Защитниками на этом процессе стали Цицерон и Квинт Гортензий Гортал. Последний отвечал на обвинение по сути, а первый, как и во многих других случаях, говорил о своём отношении к подсудимому и о политической стороне дела. Цицерон рассказал, что именно всадники, к числу которых принадлежал Планций, могут оздоровить римскую политическую систему и спасти Республику, а лично Гнея охарактеризовал как очень достойного человека. В результате присяжные вынесли оправдательный приговор.
Во время гражданской войны 40-х годов до н. э. Гней Планций встал на сторону Гнея Помпея Великого. Известно, что зимой 46—45 годов до н. э. он жил на Керкире и ждал помилования от Гая Юлия Цезаря. Цицерон в своих письмах старался утешить друга, говоря, что он находится не в большей опасности, чем другие помпеянцы. После 45 года до н. э. Гней Планций не упоминается в источниках.